# De nederlaag van Basenau
De nederlaag van Basenau is het eerste stripverhaal uit de reeks Johan en Pirrewiet. Het werd voorgepubliceerd tussen 11 september 1952 en 2 juli 1953 in de nummers 650 tot en met 692 van het weekblad Spirou. Het album volgde in 1954.
In dit eerste avontuur van Johan komt Pirrewiet nog niet voor. Deze werd pas later aan de reeks toegevoegd en kreeg ook pas toen zijn volledige naam.

## Achtergrond
De nederlaag van Basenau is het eerste lange verhaal rond page Johan. Hiervoor riep tekenaar Peyo de adviserende hulp in van André Franquin, die kleine aanpassingen rond de nevenpersonages en situaties voorstelde. Volgens Peyo zouden die suggesties zijn carrière sterk hebben beïnvloed.
Het album bevat slechts 43 pagina's in plaats van de gebruikelijke 44. De reden hiervoor ligt bij Charles Dupuis, de directeur van de gelijknamige uitgeverij. Hij liet een pagina schrappen om ethische redenen: de spion in het verhaal werd er licht gefolterd en Dupuis vreesde dat de toenmalige Franse censuur dit niet zou goedkeuren. In de geknipte scène wordt de spion onder andere volgegoten met water waardoor diens buik zwelt. Ook in de volgende platen is die bolle buik goed te zien. In het album is de spion plots te zien met een dikke buik, maar de reden daarvan is er niet in opgenomen.

## Verhaal
Op het koninklijke slot wordt een toernooi gehouden. De heer van Basenau wil graag winnen en saboteert de lans van graaf van Tremelo. Johan ziet dit, licht de graaf in en Tremelo verslaat Basenau in de wedstrijd. Basenau zint op wraak en roept de hulp in van zijn raadgever Willem. Ze besluiten het koninklijk slot aan te vallen en sturen een spion op pad om de zwakke plekken van het kasteel te ontdekken, maar deze wordt ontmaskerd. Johan gaat naar Basenau met een valse boodschap van de spion waarin te lezen staat waar de zwakke plekken van het slot zouden zijn.
De spion van Basenau weet echter te ontsnappen en probeert Basenau in te lichten over de valse boodschap. Johan, die nog in het kasteel van Basenau zit, weet de spion voor de tweede maal te stoppen. Hij spoedt zich terug naar de koning om hem in te lichten. Basenau trekt ondertussen, zonder idee over deze gebeurtenis, met zijn leger naar de koning, maar komt te laat: dankzij Johan is heel het slot goed beschermd. Basenau wordt verslagen en de kerker in gegooid. Het brein van het plan, Willem, weet echter te ontsnappen.